# Le Sexe de la femme
 (mai 2023).
Si vous disposez d'ouvrages ou d'articles de référence ou si vous connaissez des sites web de qualité traitant du thème abordé ici, merci de compléter l'article en donnant les références utiles à sa vérifiabilité et en les liant à la section « Notes et références ».
 (juin 2025).
Le Sexe de la femme est un ouvrage écrit par le docteur Gérard Zwang et publié initialement en 1967 par La Jeune Parque, en édition reliée et illustrée. 
L'abondante iconographie, conçue par Joseph-Marie Lo Duca, comprenait, pour la première fois dans un livre, une reproduction de L'Origine du monde de Gustave Courbet. 
L'ouvrage a été maintes fois réédité par la suite, notamment par La Musardine en 1996.

## Description
À mi-chemin entre l'essai littéraire, l'ouvrage scientifique et le guide pratique, ce livre semble impossible à classer dans l'une ou l'autre des catégories traditionnelles de librairie. 
Dès sa sortie en 1967, il a provoqué une énorme agitation et une quasi-unanimité d'éloges venus des deux sexes (allant presque jusqu’à devenir le bréviaire de certaines féministes), en même temps que quelques grincements de dents puritains. Il est, en effet et tout simplement, le premier qui parle avec naturel et passion du sexe féminin, et selon ses revendications, le premier qui en fasse une description anatomique exacte.
Autre contenu marquant et jusque-là tabou : les mutilations faites aux femmes. Le sexe de la femme a été le premier à alerter l'opinion publique sur les horreurs des mutilations sexuelles infligées à des fillettes.
L'ouvrage est régulièrement réédité, complété et mis à jour, la dernière fois en 1997. L'édition disponible aujourd'hui reprend l'intégralité du texte et certains des dessins de Jacques Zwang, frère de l'auteur.
- La première partie de l'ouvrage est consacrée à la description précise et à la biologie de l’objet du livre.
- La deuxième partie traite du retentissement subjectif et culturel des organes génitaux féminins
- Une troisième partie décrit la façon dont la morale et le parcours de l'histoire ont traité la vulve et le vagin
- Le livre se termine par un glossaire des différents termes utilisés pour désigner le sexe de la femme, allant du classique « abricot » au plus humoristique « zizou »...

Ce livre a également remporté un succès à l'international avec notamment une traduction allemande, « Die Erotik der Frau » et portugaise, « O sexo da mulher ».
Il a été suivi par L'Atlas du sexe de la femme.